# Torre Perret (Amiens)
La torre Perret (del francés: tour Perret) es un edificio residencial y de oficinas situado en la plaza Alphonse Fiquet de Amiens, capital del departamento del Somme, frente a la estación de tren de dicha ciudad.

## Historia
El arquitecto Auguste Perret concibió la torre en el año 1942, cuando comenzaba el proyecto de reconstrucción de la plaza Alphonse Fiquet y de la estación de Amiens tras la devastación y la destrucción de la zona causadas por los bombardeos de la Segunda Guerra Mundial. Las obras de excavación y cimentación comenzaron el 15 de noviembre de 1949 y la primera piedra se puso el 22 de mayo de 1950. La construcción de la estructura principal finalizó en marzo de 1952. Las obras fueron llevadas a cabo por la empresa Perret-Frères (compuesta por los hermanos Perret, Auguste, Gustave y Claudio) asociada con la empresa Bouvet d’Arras. La torre constituye un hito de su época debido la utilización de hormigón armado para su construcción.  Durante siete años la torre permaneció desocupada hasta su adquisición por parte del arquitecto François Spoerry en 1959, que fundó una sociedad inmobiliaria y acondicionó la torre para que pudiera albergar apartamentos y oficinas. Con sus 104 metros de altura iniciales (actualmente mide 110 metros) y 27 
plantas, fue el rascacielos más alto de Europa Occidental durante mucho tiempo.

## Actualidad
En 2005 finalizó el proyecto de rehabilitación de la parte más alta del edificio. La torre fue objeto de un importante plan de renovación y embellecimiento (contrario a lo ideado originalmente por Perret) financiado por los copropietarios del inmueble. Desde entonces, la torre está coronada por un reloj de arena que da la hora mediante una animación con luces de colores y que aumentó en seis metros su altura total, alcanzando los 110 metros actuales. Este moderno cubo de siete metros de longitud, fabricado con un material innovador, el cristal «activo», está emplazado en las últimas plantas de la torre. Este tipo de cristal se compone de una película de cristales líquidos y dos hojas de cristal laminado. Un ordenador se encarga de controlar un dispositivo asociado a un juego de luces que, pasando por todos los colores del arco-iris,  otorga una variación lumínica diferente a cada cambio de hora mediante un sistema de luces de neón.  La iluminación de la torre se ha ideado con el fin de no molestar a sus habitantes gracias a una distribución adaptada al edificio de los focos de luz y la potencia de los mismos.